# Anos perdidos (calendário judaico)
Os anos perdidos no calendário hebraico referem-se a uma discrepância cronológica entre a datação rabínica pela destruição do Primeiro Templo em 423 AEC (3338 Anno Mundi) e a datação acadêmica em 587 a.C.

## Datação em fontes acadêmicas

### Cerco a Jerusalém (597 a.C)
Tanto as Crônicas Babilônicas quanto a Bíblia indicam que Nabucodonosor capturou Jerusalém. As Crônicas Babilônicas (publicadas por Donald Wiseman em 1956) estabelecem que Nabucodonosor capturou Jerusalém pela primeira vez em 2 Adar (16 de março), 597 a.C. Antes da publicação de Wiseman, E. R. Thiele havia determinado a partir dos textos bíblicos que a captura inicial de Jerusalém por Nabucodonosor ocorreu na primavera de 597 a.C. enquanto outros estudiosos, incluindo William F. Albright, datam com mais frequência o evento a 598 a.C.

### Segundo cerco e destruição do Primeiro Templo
Segundo a Bíblia, Nabucodonosor instituiu Zedequias como rei após seu primeiro cerco, e Zedequias governou por 11 anos antes do segundo cerco resultar no fim de seu reino.
Embora não haja dúvida de que Jerusalém caiu pela segunda vez no mês de verão de Tamuz, Albright data o final do reinado de Zedequias (e a queda de Jerusalém) em 587 a.C, enquanto Thiele oferece 586 a.C. O acerto de contas de Thiele é baseado na apresentação do reinado de Zedequias, com base na adesão, que foi usada para a maioria, mas não para todos os reis de Judá. Nesse caso, o ano em que Zedequias subiu ao trono seria seu primeiro ano parcial; seu primeiro ano completo seria 597/596 a.C, e seu décimo primeiro ano, no ano em que Jerusalém caísse, seria 587/586 a.C. Como os anos reinantes de Judá foram contados a partir de Tishrei, no outono, isso colocaria o fim de seu reinado e a captura de Jerusalém no verão de 586 a.C.

## Datação em fontes judaicas tradicionais
Uma variedade de fontes rabínicas afirma que o Segundo Templo permaneceu por 420 anos. Os rabinos colocaram a destruição do Segundo Templo em 68, 69 ou 70 d.C implicando que ele foi construído em cerca de 352 a.C. Adicionando 70 anos entre a destruição do Primeiro Templo e a construção do Segundo Templo, segue-se que o Primeiro Templo foi destruído por volta de 422 a.C.
Essa data é cerca de 165 anos após o ano aceito de 587 a.C. Essa discrepância é chamada de "anos ausentes".

### Detalhes da cronologia rabínica
De acordo com o Talmud e o Seder Olam Rabbah, o Segundo Templo permaneceu por 420 anos, com os anos divididos da seguinte forma:
103 anos (35 a.C-68 d.C) = Dinastia de Herodes.
103 anos (138 a.C a 35 a.C) = Dinastia Hasmoneana.
180 anos (318 a.C a 138 a.C) = domínio grego sobre Israel.
34 anos (352 a.C - 318 a.C) = regra persa enquanto o Segundo Templo permaneceu (sem incluir anos adicionais de domínio persa antes da construção do templo).
A data de 318 a.C. para a conquista grega da Pérsia foi posteriormente confirmada por Rabbeinu Chananel, que escreveu que Alexandre, o Grande, subiu ao poder seis anos antes do início da era selêucida (que ocorreu em 312/11 a.C).
Setenta anos se passaram entre a destruição do Primeiro Templo e a construção do Segundo Templo no septuagésimo primeiro ano, então a construção do Segundo Templo em 352 A.C implica que o Primeiro Templo foi destruído em 423 a.C.
Da mesma forma, Megillat Antíoco implica que o Segundo Templo foi construído em 352 a.C e, portanto, que o Primeiro Templo foi destruído em 423 a.C.
A cifra de 420 anos deriva da profecia de setenta semanas em Daniel 9: 24–27, que os rabinos interpretaram como se referindo a um período de 490 anos que passaria entre as destruições do Primeiro e do Segundo Templo - 70 anos entre o Templos, mais 420 anos do Segundo Templo, começando no 71º ano após a destruição.  

## Explicações propostas
Se presume-se que as datas tradicionais se baseiam no calendário hebraico padrão, as diferentes datas acadêmicas tradicionais e modernas dos eventos não podem estar corretas. As tentativas de reconciliar os dois sistemas devem mostrar um ou ambos como tendo erros.

#### Comprimento do reinado ausente na datação em hebraico
Os estudiosos vêem a discrepância entre a data tradicional e acadêmica da destruição do Primeiro Templo, resultante de sábios judeus perdendo a duração do reinado de vários reis persas durante o governo do Império Persa sobre Israel. Os estudiosos modernos registram dez reis persas, cujos reinos juntos totalizam 208 anos. Por outro lado, os antigos sábios judeus mencionam apenas quatro reis persas, totalizando 52 anos. Os reinados de vários reis persas parecem estar ausentes nos cálculos tradicionais.

#### Anos perdidos na tradição judaica
Azariah dei Rossi provavelmente foi a primeira autoridade judaica a afirmar que a datação tradicional em hebraico não é historicamente precisa em relação aos anos anteriores ao Segundo Templo. :262 :82 :77
Nachman Krochmal concorda com dei Rossi, apontando o nome grego Antigonos mencionado no início de Avot como prova de que deve ter havido um período mais longo para explicar esse sinal de influência helênica. Ele postula que certos livros da Bíblia, como Eclesiastes e Isaías, foram escritos ou editados durante esse período.
David Zvi Hoffmann ressalta que a Mishnah em Avot (1: 4) ao descrever a cadeia da tradição usa o plural "aceito por eles", embora a Mishnah anterior mencione apenas uma pessoa. Ele postula que deve ter havido outra Mishnah mencionando dois sábios que mais tarde foram removidos.  
O relato tradicional da história judaica mostra uma descontinuidade no início do século 35: O relato do Seder Olam Rabbah está completo apenas até esse momento. Postulou-se que esta obra foi escrita para complementar outra obra histórica, sobre os séculos subsequentes até a época de Adriano, que não existe mais.  
Parece que os sistemas de datação judaica só surgiu no século 35, de modo que registros históricos precisos teriam existido naturalmente apenas a partir desse momento. O sistema Minyan Shtarot, usado para datar documentos oficiais judaicos, começou no ano 3449. De acordo com Moshe Lerman, a contagem do ano "da Criação" foi estabelecida na mesma época (ver Birkat Hachama para elaboração).
Também foi postulado que certos cálculos no Talmud calculam melhor de acordo com a datação acadêmica. Duas possíveis harmonizações são propostas pelos rabinos modernos:
- Shimon Schwab aponta para as palavras "sele as palavras e feche o livro" no livro de Daniel como um mandamento positivo para obscurecer os cálculos para o Messias mencionados dentro, para que a data verdadeira da chegada do Messias não seja conhecida.[26] No entanto, Schwab mais tarde retirou essa sugestão por várias razões.

- Uma solução alternativa sugere que os sábios estavam preocupados com a aceitação da Mishnah. Existia uma tradição rabínica de que o ano 4000 marcou o fim da "era da Torá". Os autores do artigo de Hakirah propõem que os sábios organizem a cronologia de modo que a redação da Mishnah coincida com essa data e, portanto, tenha uma melhor chance de aceitação.

#### Críticas a datação acadêmica
Tentativas foram feitas para reinterpretar as evidências históricas para concordar com a tradição rabínica, no entanto, essa abordagem da discrepância é problemática. A reinterpretação das fontes gregas, babilônicas e persas necessárias para apoiar a datação tradicional foi alcançada apenas em partes e ainda não foi alcançada na sua totalidade. Problemas semelhantes enfrentam outras tentativas de revisar a datação (como os de Peter James e David Rohl) e a pensamento convencional rejeita essas abordagens. Onde e como o diferencial calendárico gregoriano ou juliano é levado em consideração, permanece outro argumento inteiramente.  
Sabe-se que as Crônicas Babilônicas faltam em certos anos remanescentes atribuídos a alguns reis, além de discordar em outros lugares com os antigos registros egípcios descrevendo os anos de oito reis persas sucessivos, preservados no Terceiro Livro de Maneto.